# Tatjana Kivimägi
Tatjana Kivimägi, (russe : Татьяна Кивимяги), en obtenant la citoyenneté russe, son nom est souvent translittéré Tatyana Kivimyagi, née Novoseltseva le 23 juin 1984 à Briansk, est une athlète russe, spécialiste du saut en hauteur.
Son meilleur concours, en 2004, est de 1,98 m à Moscou, égalé en juin 2005 à Florence, en janvier 2008 encore à Moscou et en juillet 2008 à Kazan.
Elle s'est mariée avec son entraîneur, Mihhail Kivimägi, un ancien décathlonien estonien. Le 18 décembre 2008, le gouvernement estonien lui a accordé la nationalité estonienne pour mérites éminents.